# 小牛田車站

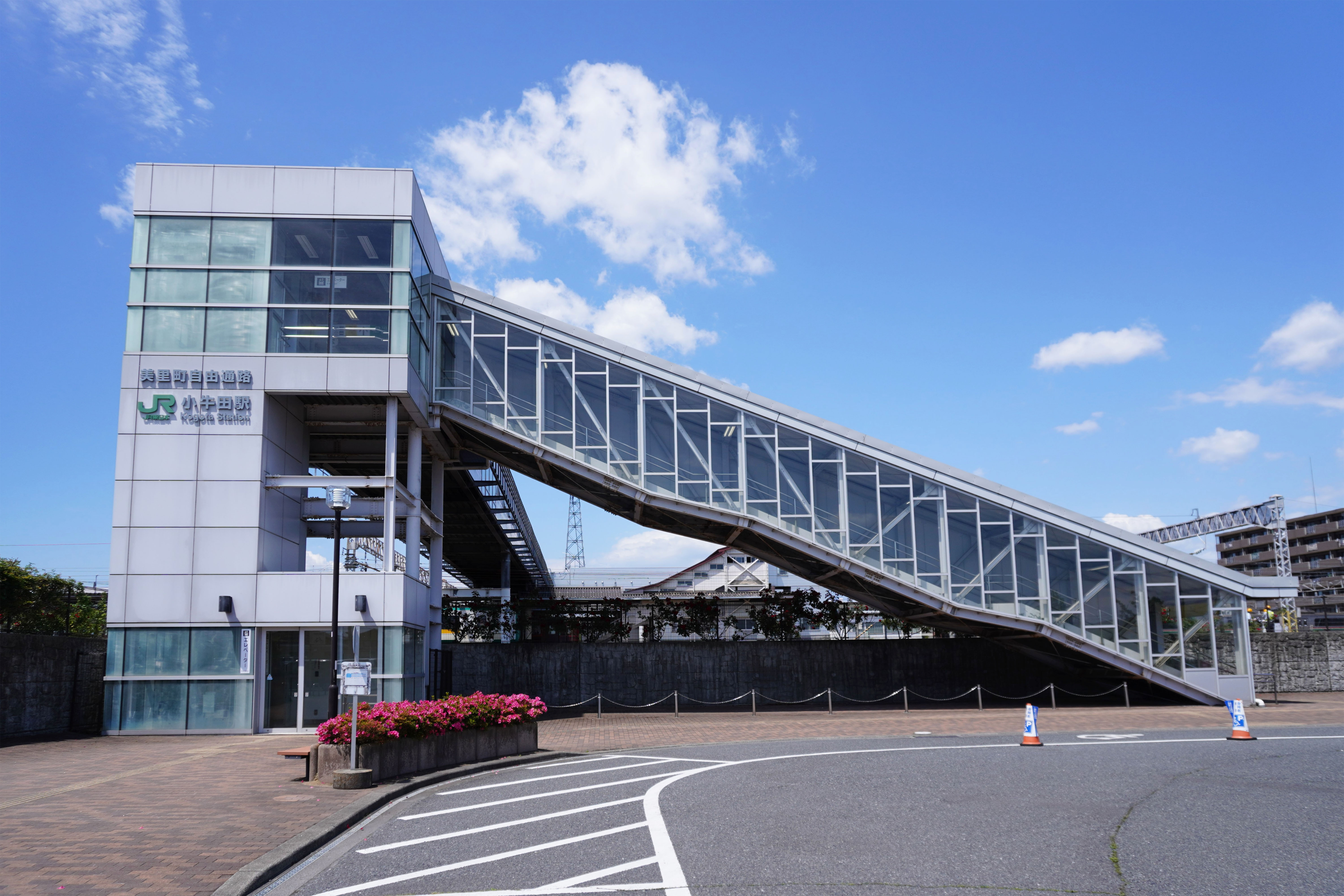
自由通路東口（2023年6月）

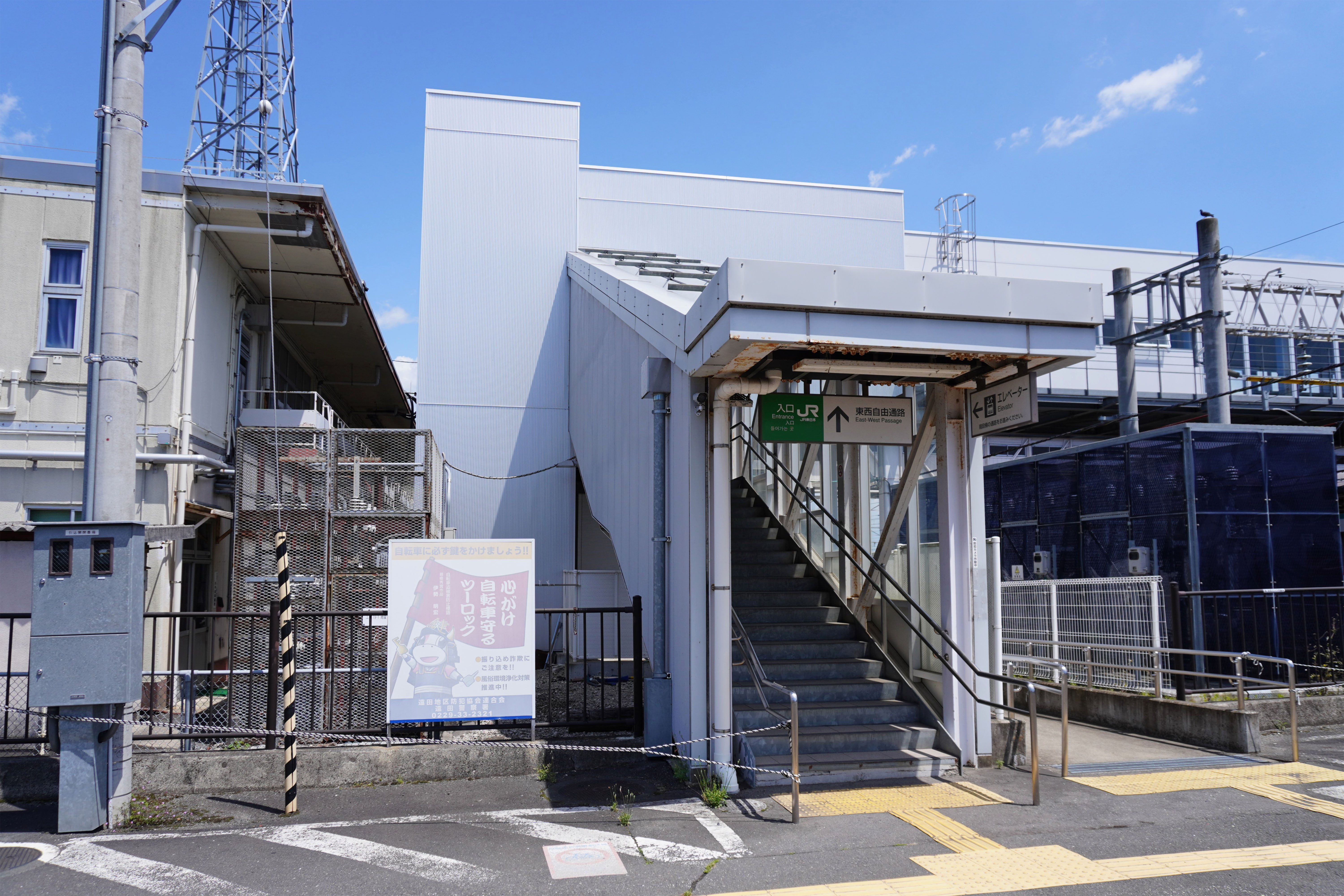
自由通路西口（2023年6月）

小牛田車站（日语：／ Kogota eki */?）是由東日本旅客鐵道（JR東日本）所經營的鐵路車站，位於日本宮城縣遠田郡美里町。本站是JR東日本所屬的東北本線、陸羽東線與石卷線等多條路線的交會車站。行駛於氣仙沼線上的大部分列車也會借道石卷線從前谷地駛至此才折返，因此本站是JR東日本在宮城縣境內的交通樞紐之一。本站位於JR東日本仙台支社的管轄範圍內，仙台支社在此處還設有車輛基地——小牛田運輸區。
站名源自於過去此處的行政區劃小牛田町，但該町已在2006年時的平成大合併中與隔鄰的南鄉町合併為美里町，本站也因而成繼續為美里町的主車站。

## 車站構造

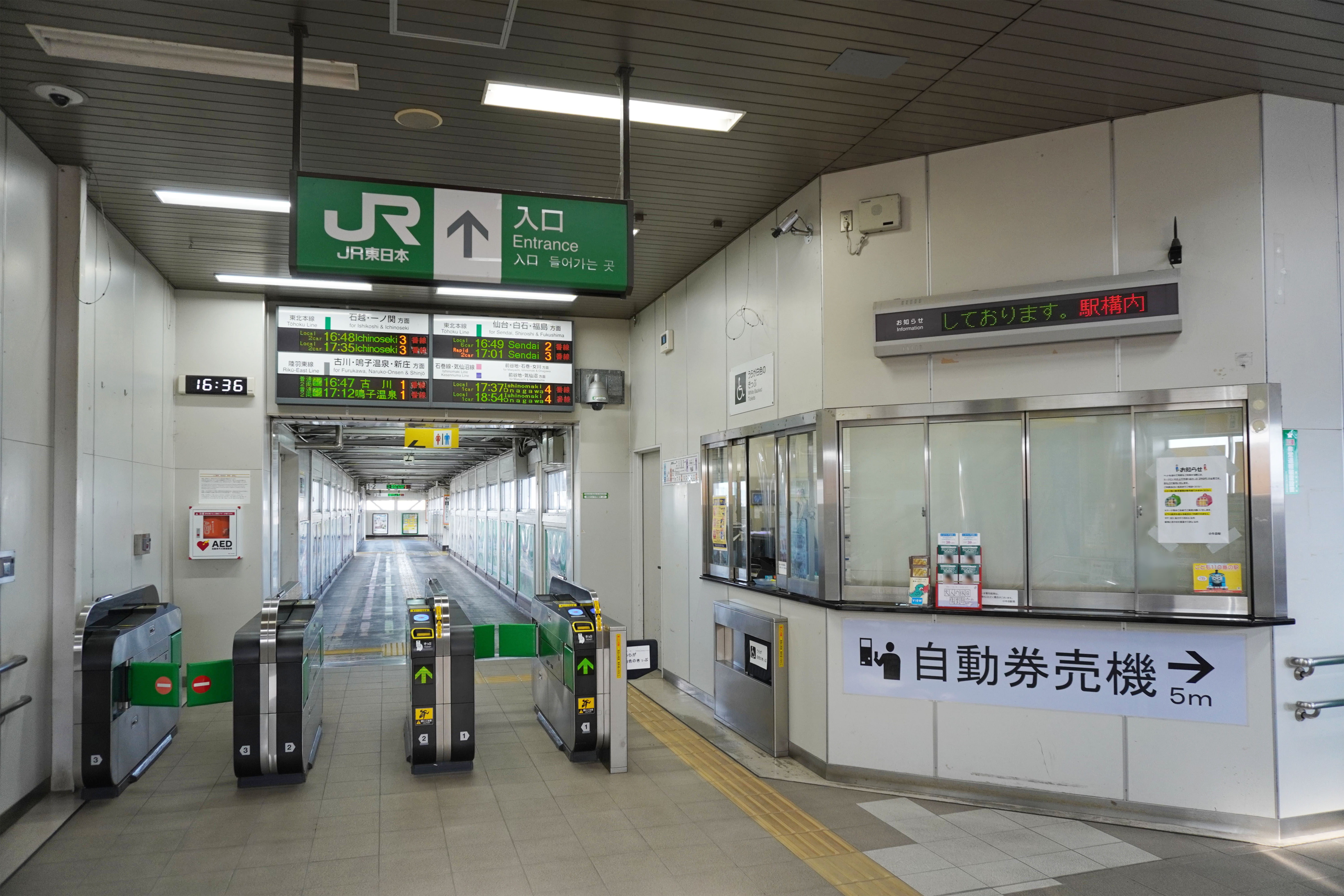
驗票閘口（2023年5月）

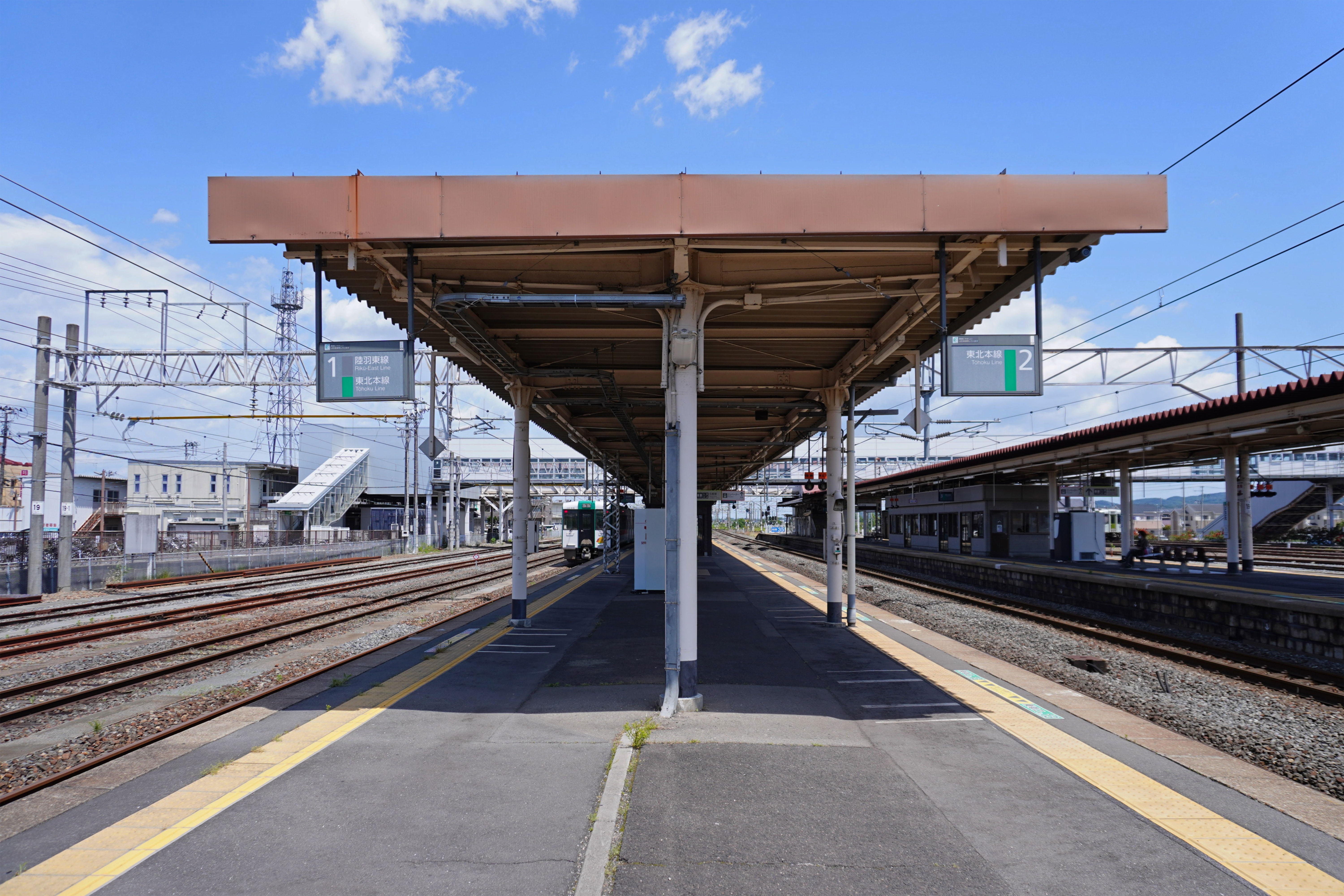
1號與2號月台（2023年6月）

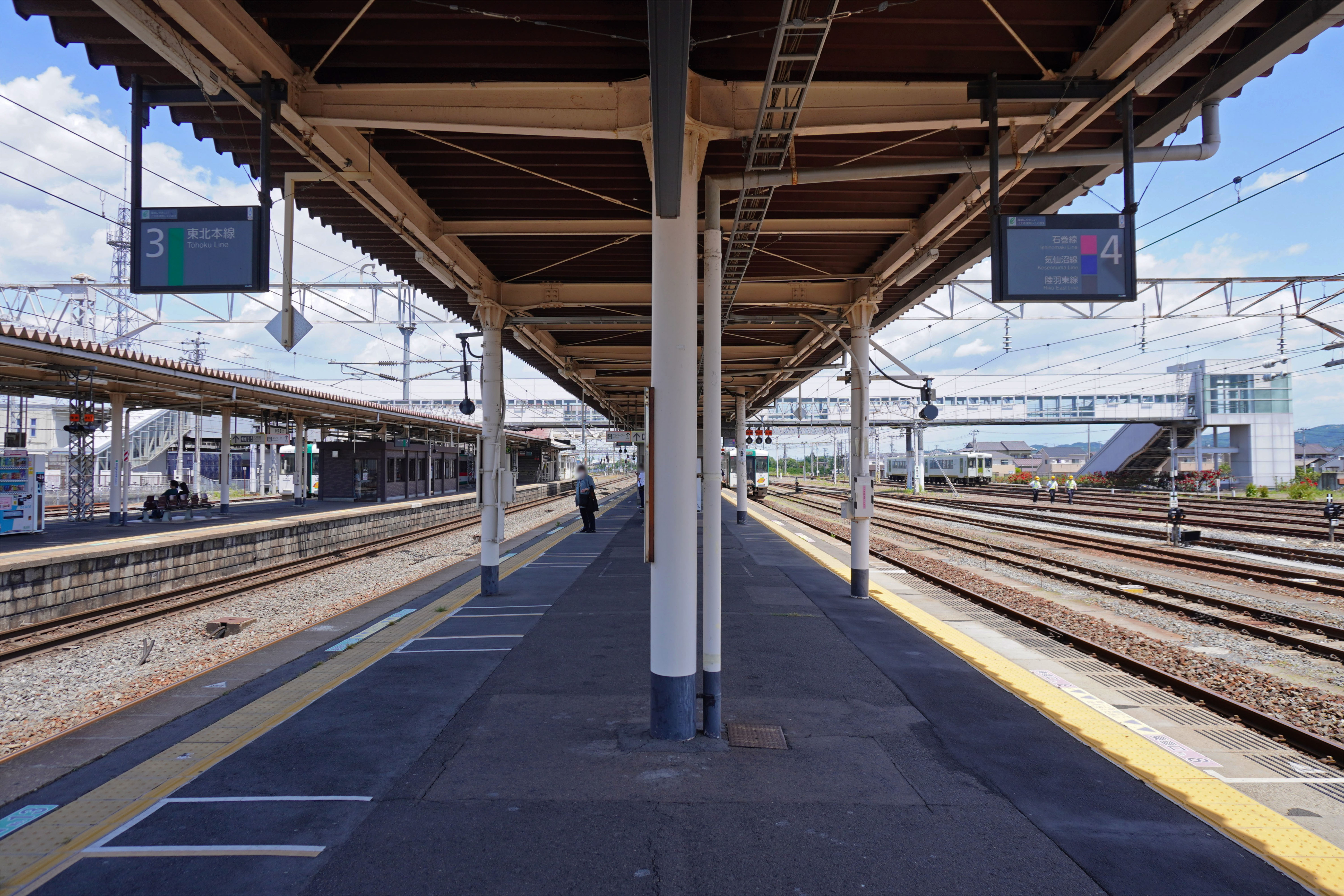
3號與4號月台（2023年6月）

此站為擁有島式月台2面4線的地面車站。站房位於月台西側，並透過跨線天橋連結。站內設有綠窗口（營業時間 6：20～21：00）、自動售票機與自動補票機。此站全日皆有站員駐站（直營站），並負責以下各車站的代管事務（管理站）：
- 東北本線：鹿島台 - 石越間各站
- 陸羽東線：北浦與陸前谷地
- 石卷線：上涌谷 - 曾波神間各站
- 氣仙沼線：和渕與箟岳

### 月台配置
| 月台 | 路線      | 方向 | 目的地             |
| ---- | --------- | ---- | ------------------ |
| 1    | ■陸羽東線 | -    | 古川、鳴子溫泉方向 |
| 2・3 | ■東北本線 | 上行 | 鹽釜、仙台方向     |
| 2・3 | ■東北本線 | 下行 | 一之關方向         |
| 4    | ■石卷線   | -    | 石卷、女川方向     |
| 4    | ■氣仙沼線 | -    | 柳津方向           |

## 車站周邊
- 遠田警察署
- 小牛田郵便局（郵便事業古川支店小牛田集配中心）
- 美里町役場（舊小牛田町役場）
- 山神社
- 國道108號（小牛田外環線）
- 縣道19號鹿島台高清水線
- 縣道152號涌谷三本木線
- 美里町民巴士站

## 相鄰車站
東日本旅客鐵道
■東北本線
松山町－小牛田－田尻
■陸羽東線
小牛田－北浦
■石卷線、■氣仙沼線（氣仙沼線至前谷地站為止為石卷線）
小牛田－上涌谷

## 外部連結
- （日語）小牛田車站（JR東日本） （页面存档备份，存于）